# Vienna Open 2018 - Doppio
Rohan Bopanna e Pablo Cuevas erano i detentori del titolo; Bopanna ha preso parte al concomitante torneo di Basilea e Cuevas al torneo di Lima facente parte dell'ATP Challenger Tour 2018.
In finale Joe Salisbury e Neal Skupski hanno sconfitto Mike Bryan e Édouard Roger-Vasselin con il punteggio di 7–6(5), 6-3.

## Teste di serie
1. Oliver Marach /  Mate Pavić (semifinale)
2. Łukasz Kubot /  Marcelo Melo (semifinale)

1. Juan Sebastián Cabal /  Robert Farah (primo turno)
2. Jean-Julien Rojer /  Horia Tecău (primo turno)

## Qualificati
1. Denys Molčanov /  Igor Zelenay (primo turno)

### Lucky loser
1. James Cerretani /  Denis Kudla (primo turno)

1. Andreas Mies /  Hans Podlipnik-Castillo (quarti di finale)

## Wildcard
1. Jürgen Melzer /  Philipp Oswald (ritirati)

1. Lucas Miedler /  Dennis Novak (primo turno)

## Tabellone

### Legenda
| - Q = Qualificato - WC = Wild card - LL = Lucky loser | - ALT = Alternate - SE = Special Exempt - PR = Protected Ranking | - w/o = Walkover - r = Ritirato - d = Squalificato |

|  | Primo turno              | Primo turno                 | Primo turno                 | Primo turno | Primo turno |  |  | Quarti di finale         | Quarti di finale            | Quarti di finale            | Quarti di finale         | Quarti di finale |    |      | Semifinale               | Semifinale               | Semifinale               | Semifinale            | Semifinale            |   |   | Finale | Finale | Finale | Finale | Finale |  |
|  |                          |                             |                             |             |             |  |  |                          |                             |                             |                          |                  |    |      |                          |                          |                          |                       |                       |   |   |        |        |        |        |        |  |
|  | 1                        | O Marach M Pavić            | O Marach M Pavić            | 6           | 6           |  |  |                          |                             |                             |                          |                  |    |      |                          |                          |                          |                       |                       |   |   |        |        |        |        |        |  |
|  | WC                       | L Miedler D Novak           | L Miedler D Novak           | 3           | 4           |  |  | 1                        | O Marach M Pavić            | O Marach M Pavić            | 6                        | 6                |    |      |                          |                          |                          |                       |                       |   |   |        |        |        |        |        |  |
|  |                          | M González D Schwartzman    | 7                           | 3           | [10]        |  |  |                          | M González D Schwartzman    | M González D Schwartzman    | 1                        | 0                |    |      |                          |                          |                          |                       |                       |   |   |        |        |        |        |        |  |
|  | LL                       | J Cerretani D Kudla         | 5                           | 6           | [6]         |  |  |                          |                             |                             |                          |                  |    |      | 1                        | O Marach M Pavić         | 4                        | 7                     | [7]                   |   |   |        |        |        |        |        |  |
|  | 3                        | JS Cabal R Farah            | 7                           | 4           | [4]         |  |  |                          |                             |                             | M Bryan É Roger-Vasselin | 6                | 62 | [10] |                          |                          |                          |                       |                       |   |   |        |        |        |        |        |  |
|  |                          | M Bryan É Roger-Vasselin    | 5                           | 6           | [10]        |  |  | M Bryan É Roger-Vasselin | M Bryan É Roger-Vasselin    | M Bryan É Roger-Vasselin    | 6                        | 7                |    |      |                          |                          |                          |                       |                       |   |   |        |        |        |        |        |  |
|  | F López M López          | F López M López             | 3                           | 6           | [10]        |  |  | F López M López          | F López M López             | F López M López             | 4                        | 5                |    |      |                          |                          |                          |                       |                       |   |   |        |        |        |        |        |  |
|  | H Kontinen J Peers       | H Kontinen J Peers          | 6                           | 3           | [7]         |  |  |                          |                             |                             |                          |                  |    |      | M Bryan É Roger-Vasselin | M Bryan É Roger-Vasselin | M Bryan É Roger-Vasselin | 65                    | 3                     |   |   |        |        |        |        |        |  |
|  | M Daniell W Koolhof      | M Daniell W Koolhof         | 6                           | 63          | [4]         |  |  |                          |                             |                             |                          |                  |    |      |                          |                          | J Salisbury N Skupski    | J Salisbury N Skupski | J Salisbury N Skupski | 7 | 6 |        |        |        |        |        |  |
|  | J Salisbury N Skupski    | J Salisbury N Skupski       | 3                           | 7           | [10]        |  |  |                          | J Salisbury N Skupski       | J Salisbury N Skupski       | 7                        | 6                |    |      |                          |                          |                          |                       |                       |   |   |        |        |        |        |        |  |
|  | LL                       | A Mies H Podlipnik-Castillo | A Mies H Podlipnik-Castillo | 6           | 6           |  |  | LL                       | A Mies H Podlipnik-Castillo | A Mies H Podlipnik-Castillo | 6                        | 3                |    |      |                          |                          |                          |                       |                       |   |   |        |        |        |        |        |  |
|  | 4                        | J Murray B Soares           | J Murray B Soares           | 4           | 2           |  |  |                          |                             |                             |                          |                  |    |      |                          | J Salisbury N Skupski    | 2                        | 6                     | [10]                  |   |   |        |        |        |        |        |  |
|  | R Jebavý P Kohlschreiber | R Jebavý P Kohlschreiber    | R Jebavý P Kohlschreiber    | 64          | 5           |  |  |                          |                             | 2                           | Ł Kubot M Melo           | 6                | 3  | [8]  |                          |                          |                          |                       |                       |   |   |        |        |        |        |        |  |
|  | N Mektić R Ram           | N Mektić R Ram              | N Mektić R Ram              | 7           | 7           |  |  |                          | N Mektić R Ram              | 6                           | 4                        | [4]              |    |      |                          |                          |                          |                       |                       |   |   |        |        |        |        |        |  |
|  | Q                        | D Molčanov I Zelenay        | 6                           | 5           | [5]         |  |  | 2                        | Ł Kubot M Melo              | 4                           | 6                        | [10]             |    |      |                          |                          |                          |                       |                       |   |   |        |        |        |        |        |  |
|  | 2                        | Ł Kubot M Melo              | 4                           | 7           | [10]        |  |  |                          |                             |                             |                          |                  |    |      |                          |                          |                          |                       |                       |   |   |        |        |        |        |        |  |

## Qualificazione

### Teste di serie
1. Denys Molčanov /  Igor Zelenay (qualificati)

1. Andreas Mies /  Hans Podlipnik-Castillo (ultimo turno, lucky loser)

### Qualificati
1. Denys Molčanov /  Igor Zelenay

#### Lucky loser
1. Andreas Mies /  Hans Podlipnik-Castillo

1. James Cerretani /  Denis Kudla

### Tabellone qualificazioni
|  | Primo turno | Primo turno                                  | Primo turno                          | Primo turno | Primo turno |  |  | Ultimo turno | Ultimo turno                         | Ultimo turno | Ultimo turno | Ultimo turno |  |
|  |             |                                              |                                      |             |             |  |  |              |                                      |              |              |              |  |
|  | 1           | Denys Molčanov Igor Zelenay                  | 3                                    | 7           | [10]        |  |  |              |                                      |              |              |              |  |
|  | WC          | Serhij Stachovs'kyj Tristan-Samuel Weissborn | 6                                    | 62          | [3]         |  |  | 1            | Denys Molčanov Igor Zelenay          | 7            | 64           | [10]         |  |
|  |             | James Cerretani Denis Kudla                  | James Cerretani Denis Kudla          | 3           | 2           |  |  | 2            | Andreas Mies Hans Podlipnik-Castillo | 64           | 7            | [7]          |  |
|  | 2           | Andreas Mies Hans Podlipnik-Castillo         | Andreas Mies Hans Podlipnik-Castillo | 6           | 6           |  |  |              |                                      |              |              |              |  |